# Дорф, Берта

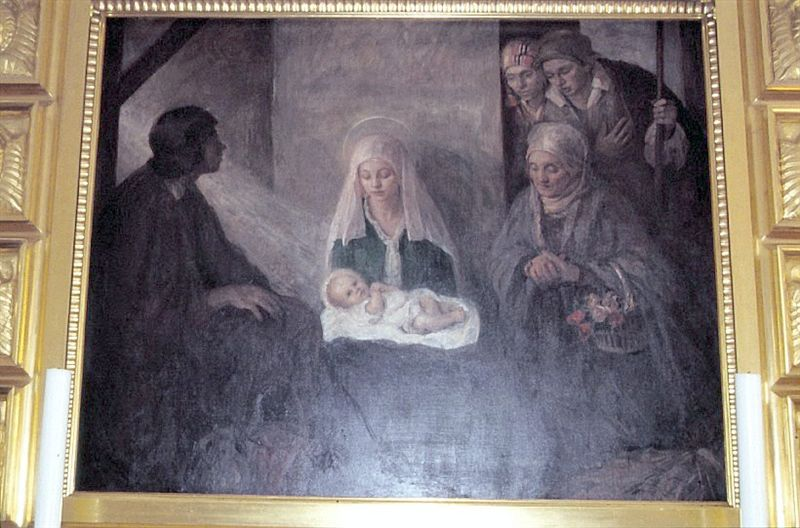
Алтарь с работой Берты Дорф в церкви Оллеруп

Берта Ольга Вильхельмина Херлик Дорф (дат. Bertha Olga Vilhelmine Herlich Dorph, урождённая Грин (дат. Green); 4 июня 1875 — 25 февраля 1960) — датская художница.

## Биография
Берта Дорф родилась в Копенгагене в 1875 году. Она брала частные уроки у датских художников Харальда Слот-Мёллера и Петера Ильстеда в Копенгагене в 1893—1897 годах, после чего она провела ещё год обучения живописи в Берлине. Дорф также изучала искусство офорта в Берлинской академии Шинкеля. Впервые её работы экспонировались дебютировала на Свободной выставке (дат. Den Frie Udstilling) в 1899 году. В 1900 году она вышла замуж за художника Нильса Винни Дорфа (1862—1931), который оказал влияние на её творчество. Её картина с изображением молодой женщины, ожидающей роды (Et besøg hos den unge barselskone), считается шедевром среди её ранних работ, посвящённых теме семьи и детей. Позднее она писала этюды с цветами, пейзажи и множество портреты, особенно детских. В 1925 году она создала ещё одно заметное произведение, картину «Рождественская ночь» (дат. Julenat), ныне встроенную в алтарь церкви Оллеруп, расположенную в окрестностях Свеннборг на острове Фюн.
Дорф также работала в качестве дизайнера, особенно с серебряными изделиями и мебелью. С 1902 по 1915 год она вместе с мужем руководила художественной школой. В 1915 году она стала членом комитета Академии по рисованию и дизайнерской школы для женщин (Tegne- og Kunstindustriskolen for Kvinder), а в 1916 году стала соучредителем Общества женщин-художников (Kvindelige Kunstneres Samfund).
Берта Дорф умерла в Хиллерёде 25 февраля 1960 года и была похоронена на кладбище Сёллерёд.

## Премии
В 1907 году Берта Дорф была удостоена медали Торвальдсена за свою картину «Посещение молодой пациентки родильного дома» (дат. Et besøg hos den unge barselskone).